# Marc Éliard
Marc Éliard, né le 30 juin 1958 à Machecoul (Loire-Atlantique), également surnommé « Marco »,  est un musicien français. Il est notamment le bassiste du groupe pop rock Indochine, pour lequel il réalise également certains des chœurs.

## Biographie
Dès l'âge de cinq ans, il commence à jouer de l'accordéon, avec lequel il remporte de nombreux prix jusqu'à l'âge de 15 ans. Puis il découvre la basse.
À l'origine bassiste de jazz, il rejoint le groupe Indochine en 1992. Le groupe est alors encore constitué de trois des quatre membres fondateurs du groupe : Nicola Sirkis (chanteur et parolier), Dominique Nicolas (guitariste et compositeur) et Stéphane Sirkis (guitariste). Le groupe comprend également à l'époque Jean-My Truong à la batterie.
Après Nicola Sirkis, leader du groupe, Marc Éliard est le plus ancien membre d'Indochine encore dans le groupe à l'heure actuelle. Sur scène, il se distingue par ses tenues vestimentaires toujours très élégantes.
Lors de sa carrière de jazzman, il a notamment collaboré avec Christian Vander de 1981 à 1984 en jouant de la basse sur le single You (titre présent sur la compilation Enneade) et sur l'album Merci de Magma.
De 1983 à 1986 il joue avec Jean-Luc Chevalier (qui officiait également dans Magma) au sein du quartet Dromadaire.
Plus récemment, il a collaboré avec Mano Solo ou encore le chanteur Guillaume Payen avec lequel il enregistre trois albums.
En plus d'Indochine, il est le bassiste des formations jazz Yann Viet Free Songs Trio et Yann Viet Free Songs Project.

## Discographie

### Avec le Trio Dromadaire
- 1984 : Dromadaire
- 1986 : Tibet
- 1987 : Saharienne
- 1988 : Zantik le jazzman

### Avec Magma
- 1984 : Merci

### Avec Tea For Two
- 1988 : La Veuve Noire

### Avec Mano Solo

#### En studio
- 2000 : Dehors
- 2004 : Les Animals

#### En live
- 2002 : La Marche

### Avec Indochine

#### En Studio
- 1993 : Un jour dans notre vie
- 1996 : Wax
- 1999 : Dancetaria
- 2002 : Paradize
- 2005 : Alice et June
- 2009 : La République des Meteors
- 2013 : Black City Parade
- 2017 : 13
- 2024 : Babel Babel

#### En Live
- 1994 : Radio Indochine
- 1997 : Indo Live
- 2001 : Nuits intimes
- 2004 : 3.6.3
- 2007 : Live à Hanoï
- 2007 : Alice et June Tour
- 2010 : Le Meteor sur Bruxelles
- 2011 : Putain de Stade
- 2014 : Black City Tour
- 2015 : Black City concerts
- 2018 : 13 Tour
- 2022 : Central Tour
- 2025 : Arena Tour

#### Compilations
- 2012 : Paradize+10

### Avec le Yann Viet Free Songs Trio
- 2010 : La Javanaise

### Avec le Yann Viet Free Songs Project
- 2016 : Life on Mars?

## Composition
Au sein d'Indochine, Marc Éliard a participé à la composition de plusieurs chansons  :
- Sur l'album Paradize (2002) : Popstitute
- Sur l'album Alice & June (2005) : Les portes du soir, Un homme dans la bouche, Vibrator, June, Sweet Dreams, Le pacte et Harry Poppers
- Sur l'album La République des Meteors (2009) : Little Dolls, L World et Les aubes sont mortes
- Sur l'album Black City Parade (2013) :  Belfast
- Sur l'album 13 (2017) : Henry Darger

## Indochine et lui
Marc Éliard arrive dans le groupe en 1992 où il succède à Diego Burgar, le premier bassiste du groupe. Marc est très discret dans le groupe mais il lui reste très fidèle. Il est de toutes les tournées à partir de Une nuit dans votre ville, la tournée de Un Jour dans notre vie, en 1994. Des petites salles françaises au Stade de France,  il a tout connu. Il apparait dans les albums studio à partir d'Un jour dans notre vie.